# Little Bradley
Little Bradley är en by och en civil parish i distriktet West Suffolk i Suffolk i England. Orten har 62 invånare (2001). Den har en kyrka.